# 卡比亞塔體育會
卡比亞塔體育會（Club Deportivo Capiatá）是巴拉圭卡比亞塔的一個體育會，以其足球隊最為聞名。卡比亞塔體育會成立於2008年9月4日。現參加巴拉圭足球甲級聯賽。2016年巴拉圭甲組足球聯賽取得第4名。2017年，參加南美自由盃外圍賽第三圈出局。

## 榮譽
- 巴拉圭足球乙級聯賽

亞軍 (1): 2012